# Davis (Dakota del Sud)
Davis és una població dels Estats Units a l'estat de Dakota del Sud. Segons el cens del 2000 tenia 104 habitants.

## Demografia
Segons el cens del 2000, Davis tenia 104 habitants, 49 habitatges, i 29 famílies. La densitat de població era de 91,3 habitants per km².
Dels 49 habitatges en un 16,3% hi vivien nens de menys de 18 anys, en un 57,1% hi vivien parelles casades, en un 2% dones solteres, i en un 40,8% no eren unitats familiars. En el 36,7% dels habitatges hi vivien persones soles el 18,4% de les quals corresponia a persones de 65 anys o més que vivien soles. El nombre mitjà de persones vivint en cada habitatge era de 2,12 i el nombre mitjà de persones que vivien en cada família era de 2,83.
Per edats la població es repartia de la següent manera: un 20,2% tenia menys de 18 anys, un 9,6% entre 18 i 24, un 19,2% entre 25 i 44, un 33,7% de 45 a 60 i un 17,3% 65 anys o més.
L'edat mediana era de 46 anys. Per cada 100 dones de 18 o més anys hi havia 107,5 homes.
La renda mediana per habitatge era de 32.813 $ i la renda mediana per família de 46.250 $. Els homes tenien una renda mediana de 26.458 $ mentre que les dones 21.250 $. La renda per capita de la població era de 17.112 $. Cap de les famílies estaven per davall del llindar de pobresa.

## Poblacions més properes
El següent diagrama mostra les poblacions més properes.